# Al-Shiha
Al-Shiha (tiếng Ả Rập: الشيحة) là một ngôi làng Syria nằm trong phó huyện Masyaf ở huyện Masyaf, nằm ở phía tây Hama. Theo Cục Thống kê Trung ương Syria (CBS), al-Shiha có dân số 1.101 trong cuộc điều tra dân số năm 2004.